# Ciała Lewy’ego

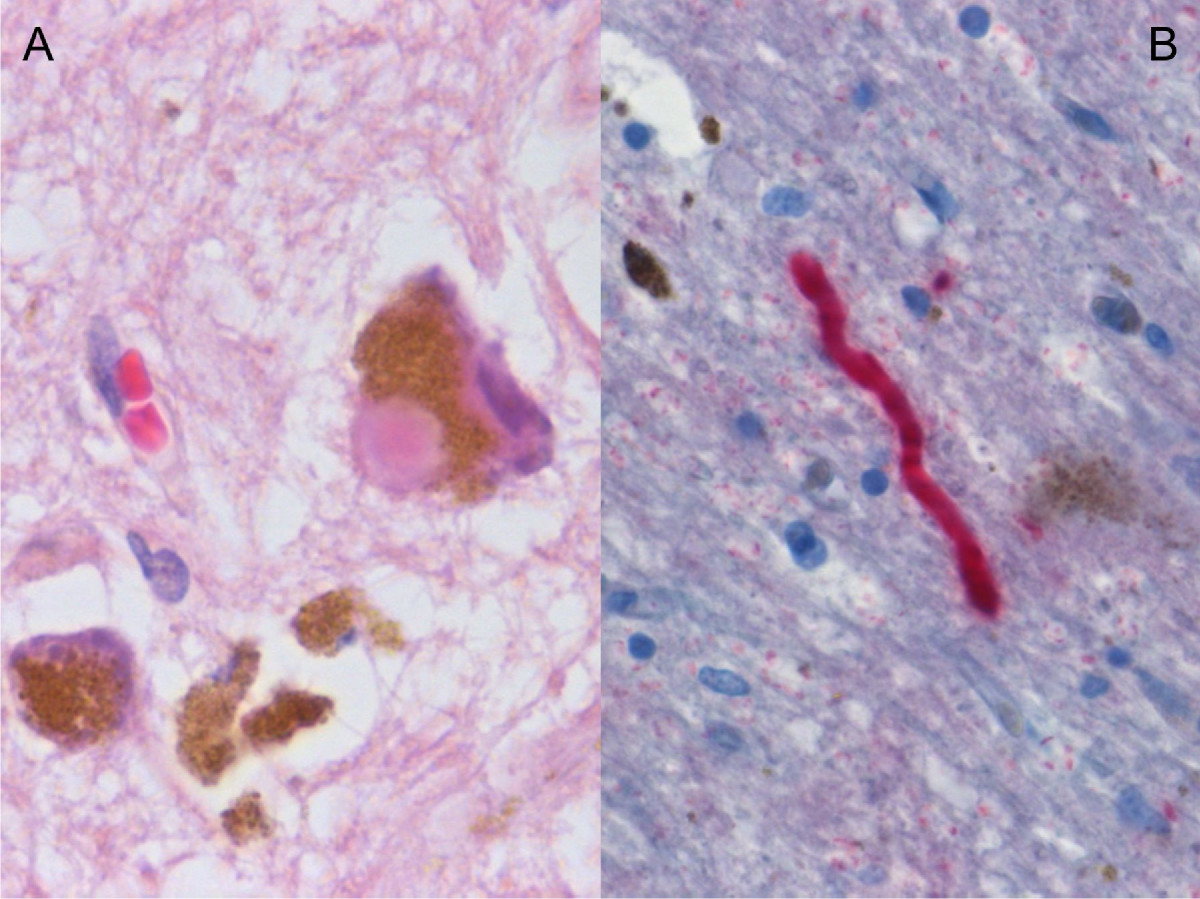
A. Neuron z ciałem Lewy’ego w części zbitej istoty czarnej, pozakomórkowe złogi neuromelaniny i obładowane nią makrofagi. Barwienie H-E, powiększenie 500×. B. Neuryt neuronu Lewy’ego uwidoczniony w barwieniu na obecność alfa-synukleiny. Powiększenie 400×

Ciała Lewy’ego – nieprawidłowe agregaty białek znajdujące się w ciałach neuronów obszarów limbicznych i korowych. Są eozynofilne w barwieniu H-E. Wyróżnia się dwa ich typy: klasyczne (występujące w pniu mózgu) i korowe. Klasyczne ciała Lewy’ego mają jasne halo średnicy około 10 nm utworzone przez włókienkowe białka, głównie alfa-synukleinę. Korowe ciała Lewy’ego, mimo że też mają w swoim składzie alfa-synukleinę, nie posiadają halo. Inne białka budujące ciała Lewy’ego to ubikwityna, białka neurofilamentów i alfa-B krystalina. 
Ciała Lewy’ego typowo występują w mózgowiu chorych na chorobę Parkinsona. Są też charakterystyczne (co oddaje nazwa) dla otępienia z ciałami Lewy’ego, niekiedy występują w wariancie choroby Alzheimera z ciałami Lewy’ego i w chorobie Hallervordena-Spatza.
Ciała Lewy’ego z chorobą Parkinsona powiązali w 1912 roku niemieccy neurolodzy Fritz Heinrich Lewy i Edmund Forster. Termin ciał Lewy’ego (fr. corps de Lewy) wprowadził do medycyny rosyjsko-francuski neuropatolog Konstantin Trietiakow, opisując w swojej dysertacji doktorskiej zmiany w istocie czarnej zmarłych pacjentów z parkinsonizmem.